# Eugenia Charles
Dame Eugenia Charles (Pointe Michel, 15 maggio 1919 – Fort-de-France, 6 settembre 2005) è stata una politica dominicense, primo ministro dal 21 luglio 1980 sino al 14 giugno 1995.

## Biografia
Nata Mary Eugenia Charles a Pointe Michel, nella Parrocchia di Saint Luke, approdò in politica negli anni Sessanta del XX secolo. Aiutò a fondare il suo partito, il Partito della Libertà di Dominica, di cui divenne capo dai primi anni Settanta al 1995. Venne eletta in parlamento nel 1970 e divenne capo dell'opposizione nel 1975.
La Charles diventò primo ministro all'indipendenza del paese nel 1979, e dal 1980 al 1990 fu anche Ministro degli Esteri. Acquistò popolarità durante l'invasione statunitense di Grenada nel 1983, quando, nel ruolo di Presidente dell'Organizzazione degli Stati dei Caraibi Orientali, apparì in televisione con Ronald Reagan offrendogli il suo supporto.
Conosciuta come la "lady di ferro" dei Caraibi, fu la prima donna ad assumere tale ruolo nell'area caraibica e anche una delle poche rappresentanti di colore a ricoprire una carica di stato.
Poco dopo il suo ritiro dalla politica nel 1995, il suo partito perse le elezioni.
Il 30 agosto 2005, Dame Eugenia Charles venne portata all'ospedale di Fort-de-France, Martinica, per un'operazione per il rimpiazzo dell'anca, ma per complicazioni morì il 6 settembre, a 86 anni.